# Anthony Lecren
Anthony Lecren est un homme politique français et indépendantiste de Nouvelle-Calédonie, né à Nouméa le 21 avril 1970. Militant du Front de libération nationale kanak et socialiste (FLNKS) et trésorier de l'Union calédonienne (UC), il est, du 3 mars 2011 au 1er décembre 2017, membre des 9e, 10e, 11e, 12e, 13e et 14e gouvernements locaux issus de l'accord de Nouméa.

## Origines
Anthony Lecren fait partie d'une véritable dynastie politique indépendantiste. Il est par sa mère le neveu de Raphaël Pidjot (P-DG de la Société minière du Sud Pacifique, dite SMSP, de 1990 à son décès accidentel en 2000) et de Charles Pidjot (président de l'UC de 2007 à son décès en 2012), le petit-neveu de Rock Pidjot (chef coutumier de La Conception, premier président de l'UC de 1956 à 1985 et député de 1964 à 1986) et le cousin de Rock Wamytan (grand-chef de Saint-Louis, président du FLNKS de 1995 à 2001, de l'UC de 1999 à 2001 et du Congrès de 2011 à 2012, de 2013 à 2014 et depuis 2019) et d'Octave Togna (fondateur de la station indépendantiste Radio Djiido, directeur général de l'Agence de développement de la culture kanak et donc du Centre culturel Tjibaou jusqu'en 2006, sénateur coutumier de 2010 à 2015 et conseiller économique, social et environnemental depuis 2015). Il est né d'une famille nombreuse de cinq frères et trois sœurs.

## Formation et carrière professionnelle
Anthony Lecren est formé à l'Institut technique de banque (ITB) et fait sa carrière en tant que chargé d'affaires d'entreprises au sein de la Banque calédonienne d'investissement (BCI). Il fait son entrée en politique en 2006. 

## Carrière politique

### Homme de cabinet
Anthony Lecren devient collaborateur du groupe Union calédonienne au Congrès de la Nouvelle-Calédonie de 2006 à 2007, avant de devenir chargé de mission auprès de Pierre Ngaiohni, membre du gouvernement néo-calédonien chargé de la Formation professionnelle et du Transport aérien domestique, de 2007 à 2009. De 2009 à 2011, il reste attaché au cabinet de Pierre Ngaiohni, désormais vice-président du gouvernement, et est coordinateur des trois membres UC de l'exécutif local (Pierre Ngaiohni, Jean-Louis d'Anglebermes et Yann Devillers). 
Valeur montante de l'UC, il devient trésorier du parti. Il fait partie de la délégation FLNKS, tendance Union calédonienne, emmenée par Charles Pidjot et Rock Wamytan au VIIIe Comité des signataires à Paris le 24 juin 2010. 

### Membre du gouvernement
Après le renversement du gouvernement Gomès par la démission collective de ses membres FLNKS-UC le 17 février 2011, Anthony Lecren est présenté en deuxième position sur la liste « Entente » (alliance entre le groupe FLNKS et le Parti travailliste) pour l'élection du nouvel exécutif du 3 mars 2011. Il est élu, et reconduit dans les gouvernements successivement désignés les 17 mars, 1er avril et 10 juin de la même année. À partir du 11 mars 2011, il est chargé d'animer et de contrôler les secteurs de l'Économie, du Commerce extérieur et du Développement durable, et du suivi des questions liées au Logement, à l'Aménagement foncier, au Transfert de l'Agence de développement rural et d'aménagement foncier (ADRAF) et des Relations avec le Conseil économique et social (CES). Il est également associé à Sonia Backes (anti-indépendantiste du Rassemblement-UMP) sur le dossier de la Recherche et devient son suppléant au porte-parolat à compter du 22 mars 2011, et partage le suivi des affaires de la Francophonie avec Jean-Claude Briault (lui aussi du Rassemblement-UMP) à partir du 6 avril suivant.
Il est tout particulièrement chargé de préparer, avec notamment Sonia Backes (responsable de la Fiscalité) et le président du gouvernement Harold Martin (titulaire des secteurs des Douanes et de l'Agriculture), les mesures de lutte contre la vie chère, revenue sur le devant de la scène politique locale à la suite de plusieurs manifestations sur ce thème. Le gouvernement, chargé jusqu'au 10 juin 2011 d'expédier uniquement les affaires courantes, obtient le 12 mai des organisations patronales et de la grande distribution quelque 80 propositions dans une quinzaine de secteurs de l’économie, dont l’abandon de marges sur 25 produits de toute première nécessité (huile, margarine, lait, eau, biscuits, pâtes, riz, cassoulet, thon, lessive, conserves de viande etc.), et promet d'avancer un premier plan de mesures d'urgences pour la mi-juin. 
Cela prend la forme, le 21 juin 2011, de l'adoption par le gouvernement de trois projets de délibérations. Le premier, porté par Sonia Backes, prévoit une réforme globale de la fiscalité (avec surtout la mise en place d'une TVA en remplacement des taxes existantes). Les deux autres textes entrent dans le champ de compétences d'Anthony Lecren : un relatif au blocage des loyers des locaux à usage d'habitation (pour une période d'un an à compter du 11 octobre 2011, suivi ensuite d'une limitation à 2 % de la majoration des loyers) et un autre portant création d'un fonds de garantie pour le développement des terres coutumières (financé par une contribution de l'État et administré par un comité de gestion, il doit intervenir sous forme de garanties d’emprunts susceptibles d’être accordées à toute personne physique ou morale porteuse d’un projet de développement économique, social, culturel ou environnemental sur terres coutumières). Dans le même temps, il prévoit de conforter par une loi du pays le monopole de l'OCEF sur les importations de viande et d'abats (remis en question par le tribunal administratif de Nouméa, saisi par un importateur concurrent, en mars 2010), tandis que des quotas à l'importation sur certains produits sont levés (notamment pour le Nutella). 
Pour ce qui est du développement durable, il fait la promotion du programme « Un arbre, un jour, une vie » visant à reconstituer les zones dégradées de forêt sèche par les mines ou le feu tout en développant la filière sylvicole et les énergies renouvelables, l'écotourisme et les savoirs traditionnels liées à la nature, dans le but d'en faire la proposition des pays insulaires d'Océanie pour la Conférence des Nations unies sur le développement durable (« Rio+20 »).

## Condamnations
Anthony Lecren a été condamné à six mois de prison avec sursis pour des violences contre son ex-compagne et 415 euros de dommages pour outrage envers un policier.
La semaine précédente M. Lecren, avait écopé de deux mois de prison avec sursis, assortis d'une obligation de soins, pour conduite sous l'empire d'un état alcoolique en situation de récidive.